# 野獸男孩
野獸男孩是一組來自美國紐約布魯克林和曼哈頓的嘻哈音樂團體。野獸男孩是活躍時間最長的嘻哈團體之一，他們受到搖滾和龐克影響的饒舌音樂，也影響了許多嘻哈和其他領域的歌手。他們的現場演出通常包含饒舌、放克、爵士和搖滾。

## 歷史
野獸男孩的前身是在1979年組成名為「The Young Aborigines」的龐克樂團。1981年亞當·佛契（Adam Yauch，MCA）加入樂團並將團名改為野獸男孩（Beastie Boys）。團名中的「Beastie」原本是「Boys Entering Anarchistic States Towards Internal Excellence」（男孩們進入無政府狀態向著內在的良善）的縮寫，而團名的簡稱「B. B.」則是模仿華盛頓出身的龐克樂團「Bad Brains」。在樂團原本的編制中，亞當·佛契是演奏低音吉他（貝斯）、凱特·舍爾倫巴赫擔任鼓手、約翰·貝瑞負責演奏吉他，麥可·戴門（麥克·D）則是主唱。他們第一場表演是在貝瑞的家中，為了慶祝賈克的17歲生日。
之後貝瑞離開了樂團（隨後組成「Thwig」），而另一個龐克樂團「The Young and the Useless」的成員亞當·霍羅維茨（Adam Horovitz ，Ad-rock）代替了他的位置。樂團也在此時演出了他們第一首的饒舌歌曲《Cooky Puss》，是根據。這首歌發行後在紐約的地下舞廳開始流行。
2012年，野獸男孩進入搖滾名人堂（Rock and Roll Hall of Fame），但同年，亞當·佛契死於腮腺癌，樂團隨即解散。

## 作品列表
- 《作惡執照（英语：Licensed to Ill）》（1986年11月15日）
- 《保羅時裝店（英语：Paul's Boutique）》（1989年7月25日）
- 《敲敲你的頭（英语：Check Your Head）》（1992年4月21日）
- 《溝通不良（英语：Ill Communication）》（1994年5月31日）
- 《哈囉下流（英语：Hello Nasty）》（1998年7月14日）
- 《敬紐約一杯（英语：To the 5 Boroughs）》（2004年6月14日）
- 《全民大悶歌（英语：The Mix-Up）》（2007年6月26日）
- 《辣醬委員會第二章（英语：Hot Sauce Committee Part Two）》（2011年4月27日）

## 外部連結
- 官方网站
- 野獸男孩歌詞註釋 （页面存档备份，存于） – 附註釋的野獸男孩歌詞，用於解釋流行文化或歷史參考以及已知採樣歌曲。
- 野獸男孩歌詞 （页面存档备份，存于） （页面存档备份，存于）
- 中的“野獸男孩”
- 摇滚名人堂上的野獸男孩